# بابونه تالشی
بابونه تالشی (نام علمی: Anthemis talyschensis) نام یک گونه از سرده بابونه است.